# Loi Krathong
Il Loi Krathong (in lingua thai ลอยกระทง) è una festa organizzata ogni anno in tutta la Thailandia e legata alla religione buddista. 
Si celebra nella notte della luna piena del dodicesimo mese del tradizionale calendario lunare thailandese, che coincide generalmente con il mese di novembre.  
Il festival si divide in due parti: il Loi Krathong e il Yee Peng. 
"Loi" significa "galleggiare", mentre i "Krathong" sono piccole zattere fatte con foglie di banano intrecciate tra loro, al cui interno vengono messi fiori, candele accese, bastoncini di incenso e a volte anche delle monetine. Durante la notte della luna, la gente prepara e abbellisce queste piccole zattere e poi le fa navigare sull'acqua di fiumi e laghi e le lasciano andare portate dalla corrente o dal vento. Si possono vedere così migliaia di piccole luci galleggianti sotto la luna piena. 
Inoltre, durante il festival, si tengono spettacoli pirotecnici con fuochi d'artificio e concorsi di bellezza. 
Il Loi Krathong ha due significati: da un lato ringraziare l'azione benefica dell'acqua che, attraverso la pioggia, permettono buoni raccolti, dall'altro le barchette che si allontanano galleggiando rappresentano i pensieri negativi che si vogliono abbandonare. 
Il Yee Peng prevede che vengano fatte volare delle lanterne in carta biodegradabili dal costo di soli 100 Bath. La zona più bella dove poter osservare questa parte di cerimonia è Chiang Mai, precisamente nel centro Buddista Lanna Duthanka (ingresso a pagamento che va dai 170 ai 360 baht 10 euro), al Cowboy Army Riding Club (ingresso a pagamento che va dai 90 ai 120 baht), fiume Ping, il Three king monuments, il Tha Phae Gate e infine il tempio di Wat Phan Tao (questi ultimi quattro, essendo luoghi pubblici, non prevedono l'acquisto di nessun ticket). 
Il governo permette di far volare le lanterne solo in alcuni momenti specifici della giornata, quindi è vietato accenderle e liberarle in aria fuori dall'orario consentito. Per evitare incidenti gravi, durante i tre giorni della manifestazione religiosa, il traffico aereo viene limitato. 
Celebrato anche in altri paesi asiatici (Laos, Cambogia, ecc..), la ricorrenza è originaria probabilmente dell'India, anche se, secondo alcuni, è nato a Sukhothai, prima capitale della Thailandia o nella stessa attuale capitale Bangkok, ed equivale al Festival delle Lanterne o delle Luci: si caratterizza infatti dall'accensione di candele miranti ad illuminare le città per onorare Buddha. Dato che è una cerimonia di carattere religioso il dress code dovrà essere dignitoso, rispettoso e possibilmente color bianco.